# Thomas Jansen
Thomas Maximilian Jansen (* 27. Oktober 1939 in Sinzig) ist ein deutscher Politikwissenschaftler und Politiker (CDU).

## Leben
Jansen leistete nach dem Abitur 1960 als Reserveoffizieranwärter Wehrdienst bei der Bundesmarine. Danach studierte er Politikwissenschaften, Völkerrecht, Soziologie und Geschichte an der Rheinischen Friedrich-Wilhelms-Universität Bonn und der Ludwig-Maximilians-Universität München und wurde 1967 bei Karl Dietrich Bracher an der Philosophischen Fakultät der Universität Bonn mit der Dissertation Die deutsche Haltung in der Abrüstungsfrage 1954–1956. zum Dr. phil. promoviert.
Er war dann Assistent am Institut für Politische Wissenschaften an der Universität Mainz. Er war 1970 Referent für Europapolitik der CDU/CSU-Bundestagsfraktion und Assistent von Walter Hallstein, von 1971 bis 1975 war er persönlicher Referent des Vorsitzenden der CDU Rainer Barzel und von 1976 bis 1978 stellvertretender und von 1978 bis 1980 Generalsekretär der Europa-Union Deutschland.
Von 1981 bis 1983 war er ehrenamtlicher Generalsekretär der Europäischen Bewegung International, Chefredakteur der deutsch-französischen Zeitschrift Dokumente/Documents und Leiter des Auslandsbüros Rom der Konrad-Adenauer-Stiftung. Von 1983 bis 1994 war er Generalsekretär der Europäischen Volkspartei (EVP) und der Europäischen Union Christlicher Demokraten (EUCD).
Er war in der Europäischen Kommission tätig und Kabinettchef des Präsidenten des Europäischen Wirtschafts- und Sozialausschusses. Mehrere Jahre war er Vorsitzender des CDU-Verbandes Brüssel-Belgien. Darüber hinaus ist er wissenschaftliches Direktoriumsmitglied des Instituts für Europäische Politik und war europapolitischer Sprecher des Zentralkomitees der deutschen Katholiken.

## Schriften (Auswahl)
- mit Werner Weidenfeld: Europa. Bilanz und Perspektive. von Hase und Koehler, Mainz 1973, ISBN 3-7758-0848-5.
- (Zus. mit Volkmar Kallenbach): Die europäischen Parteien. Strukturen, Personen, Programme (= Materialien zur Europapolitik. Band 2). Europa-Union-Verlag, Bonn 1977, ISBN 3-7713-0016-9.
- (Hrsg. mit Dieter Mahncke): Persönlichkeiten der europäischen Integration. 14 biographische Essays (=  Europäische Schriften des Instituts für Europäische Politik. Band 56). Europa-Union-Verlag, Bonn 1981, ISBN 3-7713-0146-7.
- Europa. Von der Gemeinschaft zur Union. Strukturen, Schritte, Schwierigkeiten (= Mainzer Beiträge zur europäischen Einigung. Band 6). Europa-Union-Verlag, Bonn 1986, ISBN 3-7713-0262-5.
- (Red.): Europa 2000. Einheit in Vielfalt. Grundsatzprogramm und Aktionsprogramm der Europäischen Volkspartei 1994–1999 der Europäischen Volkspartei. In Athen, 11. – 13. November 1992, in Brüssel, 8. – 10. Dezember 1993 (= European People's Party: Dokumentation. Heft 9). Knoth, Melle 1994, ISBN 3-88368-261-6.
- mit Hans-Joachim Veen, Urs Altermatt, Klaus Welle: Christlich-demokratische und konservative Parteien in Westeuropa. Band 5: Schweiz, Niederlande, Belgien, Luxemburg, Europäische Demokratische Union (EDU), Europäische Volkspartei (EVP) (= Studien zur Politik. Band 31). Schöningh, Paderborn 2000, ISBN 3-506-79351-9.
- mit Steven Van Hecke: At Europe's service. The origins and evolution of the European people's party. Springer, Berlin u. a. 2011, ISBN 978-3-642-19413-9.